# Połocki Uniwersytet Państwowy im. Eufrozyny Połockiej

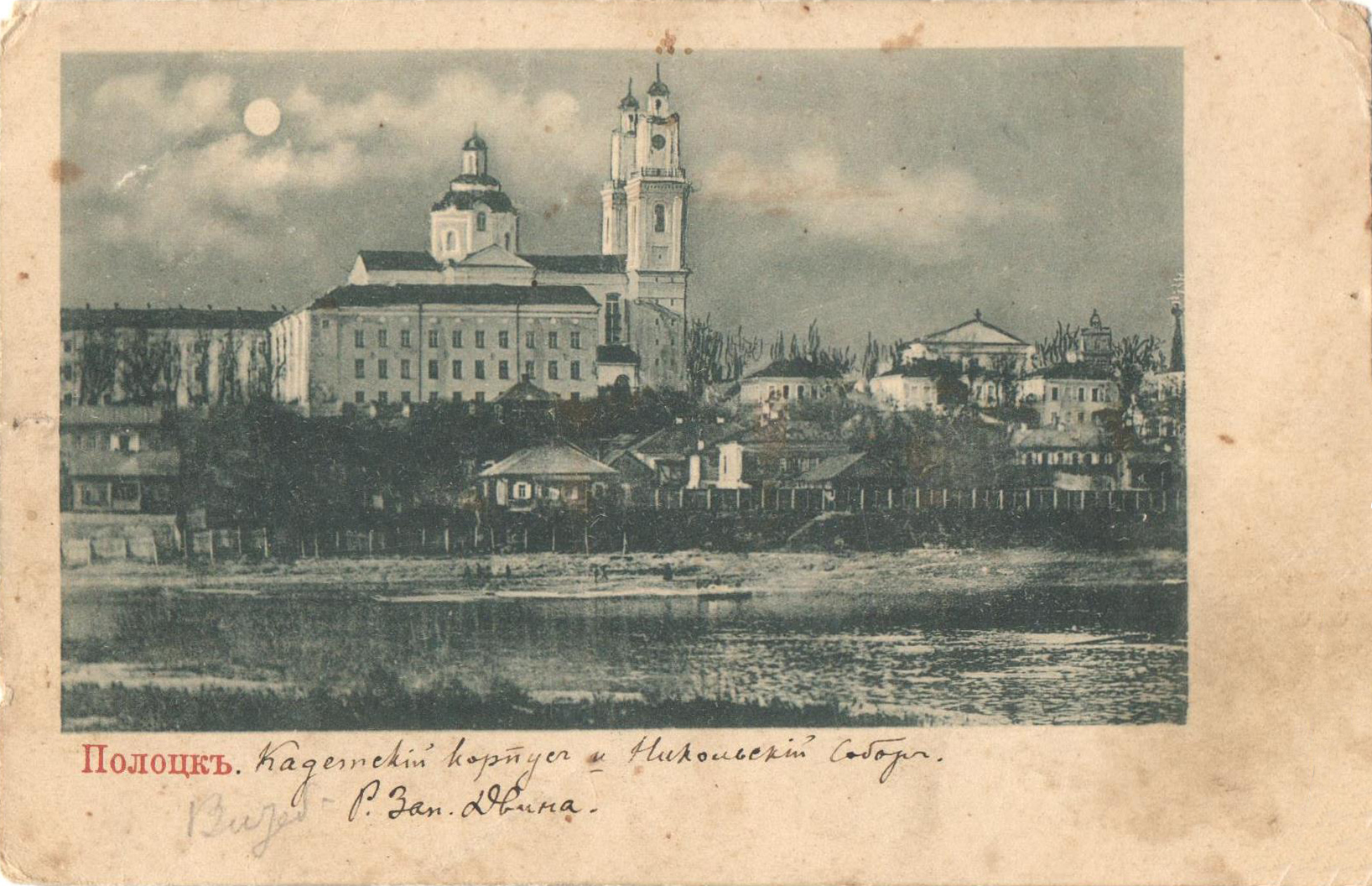
Budynki uniwersytetu i kościół św. Stefana w 1904 r.

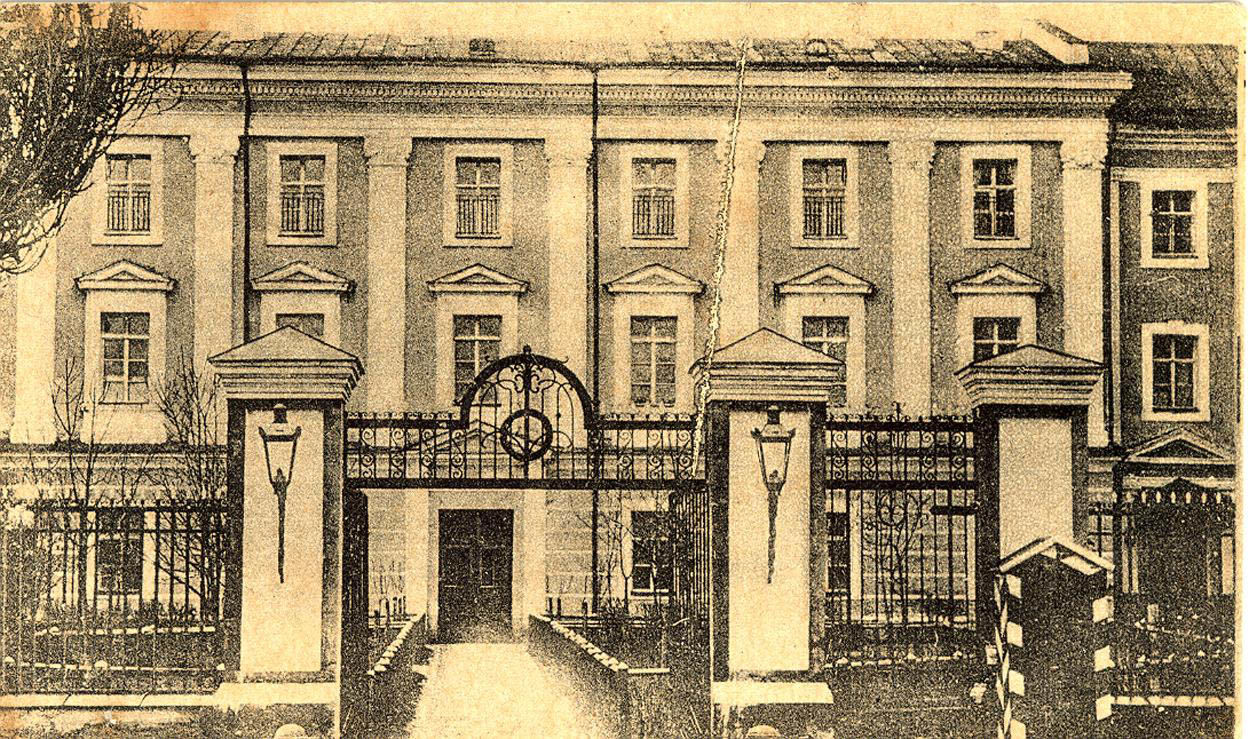
Wejście od strony Rynku, koniec XIX wieku

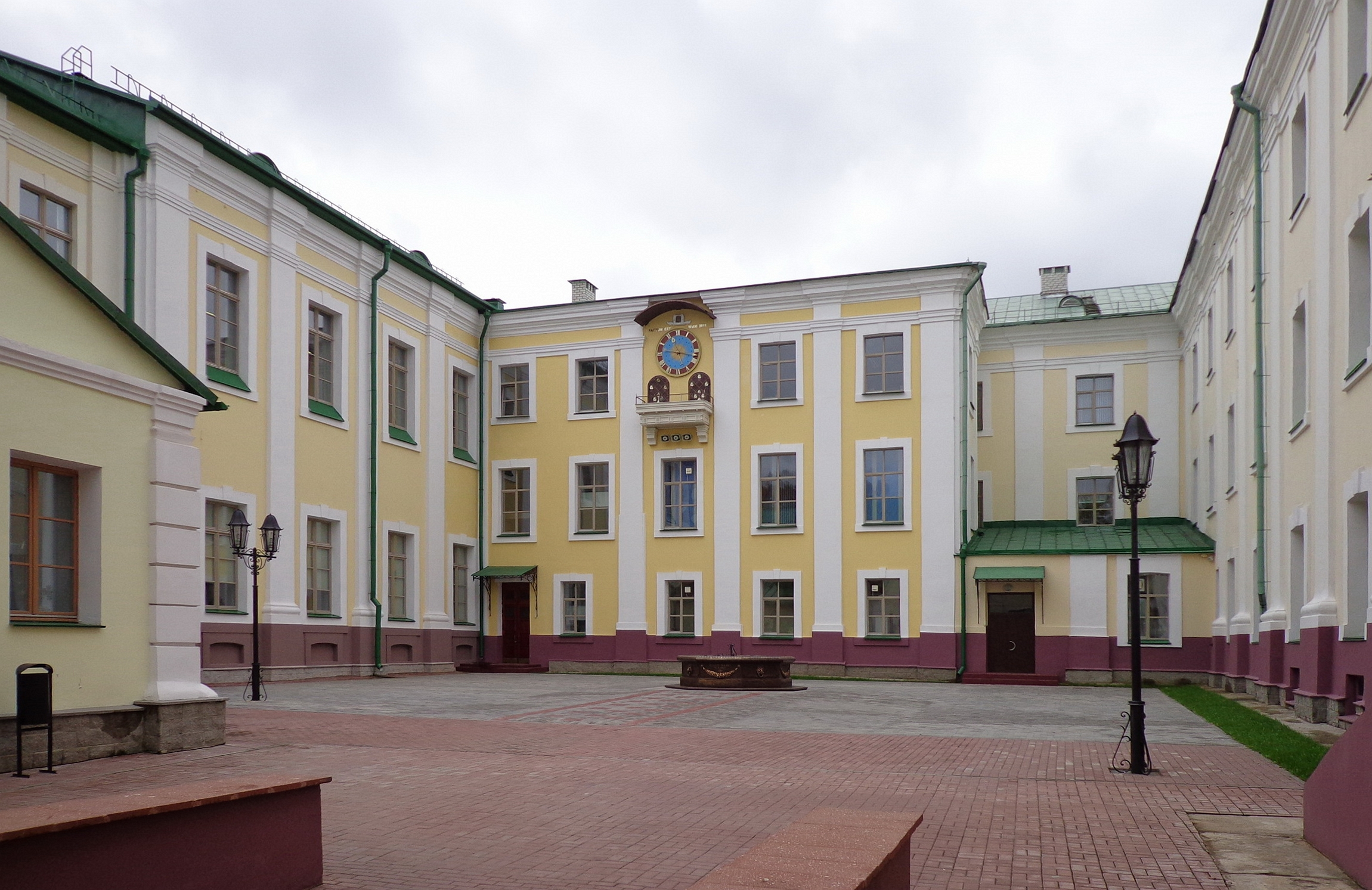
Mały dziedziniec

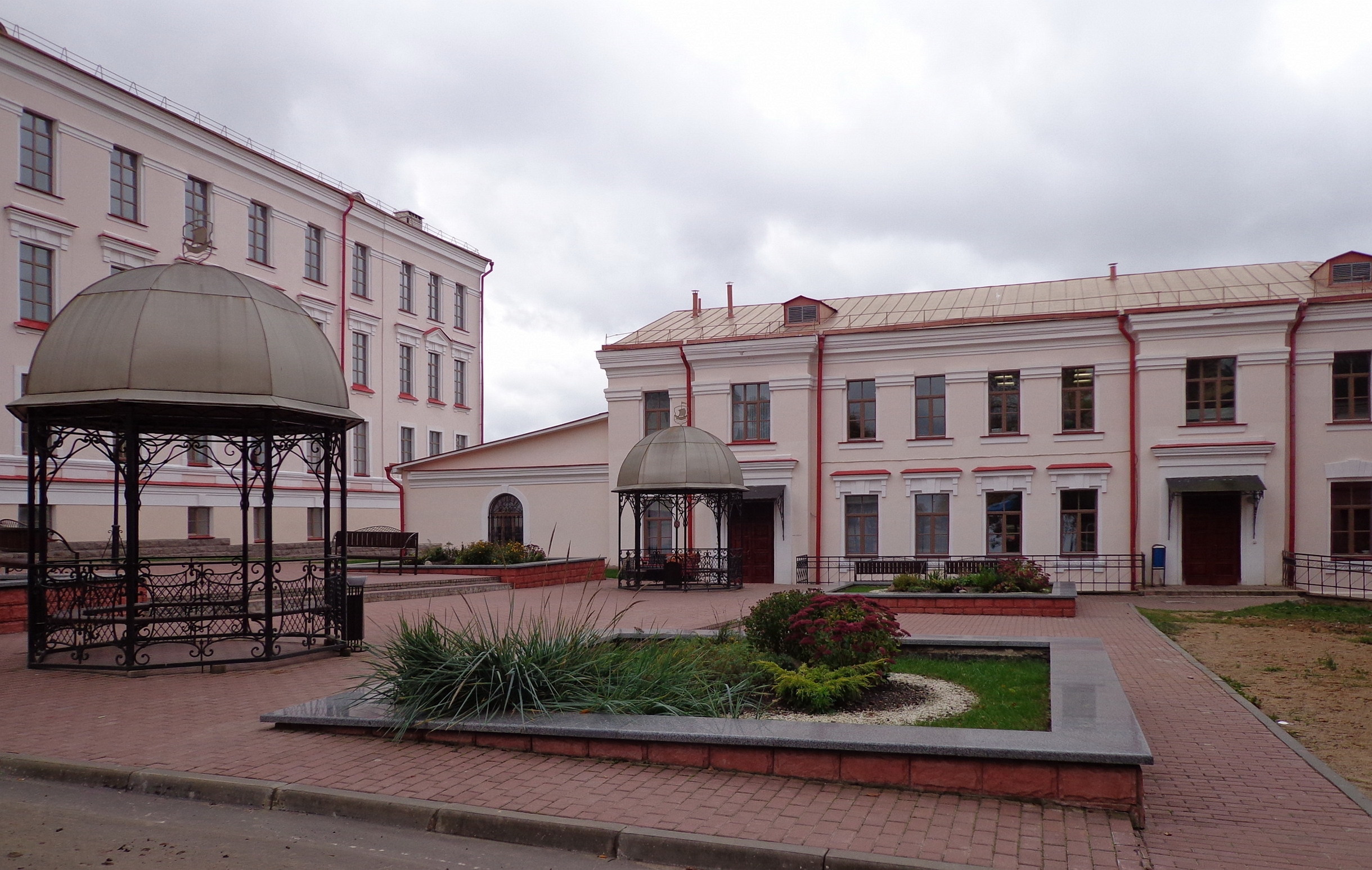
Budynki uniwersytetu, zbudowany w XIX wieku

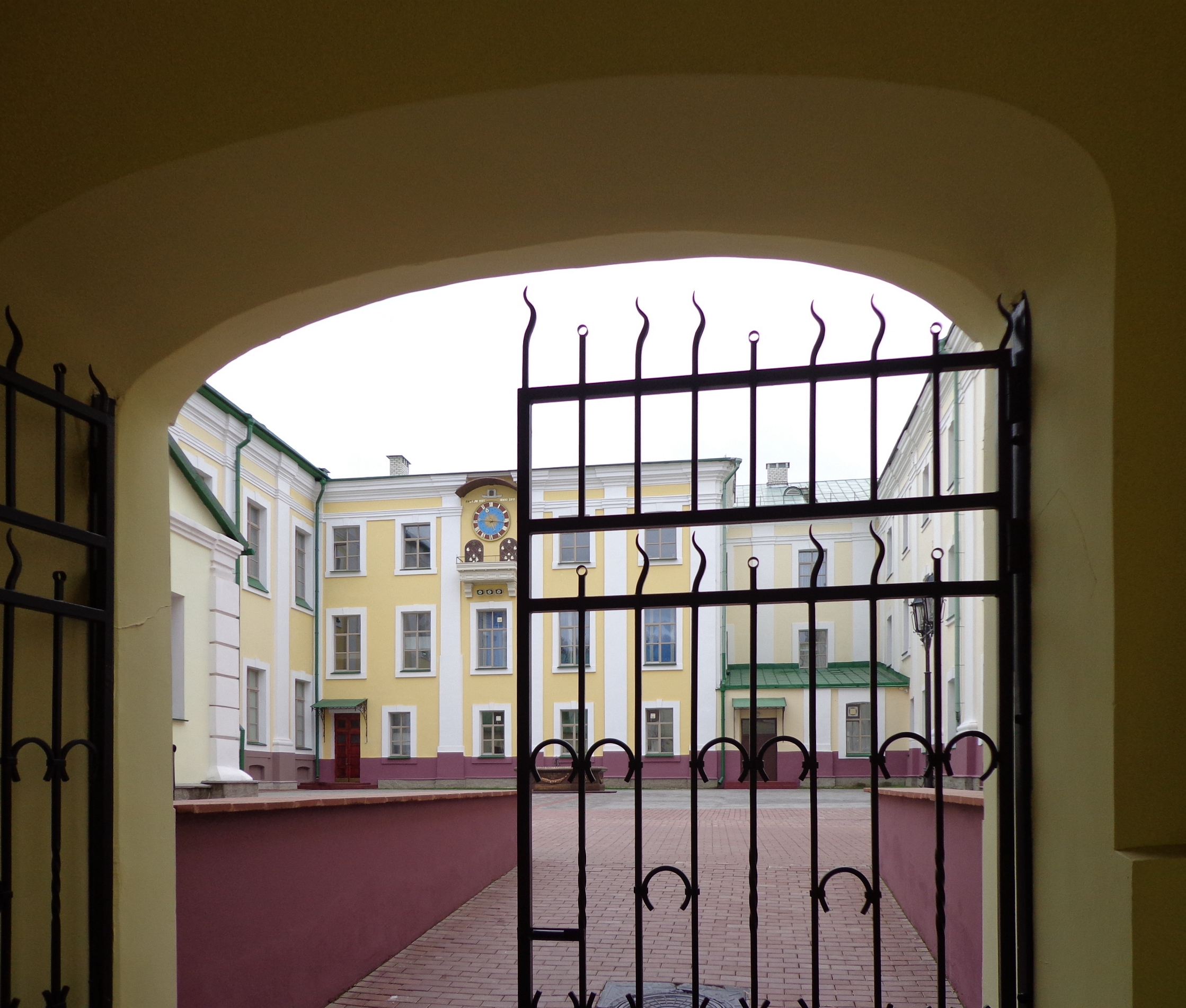
Brama

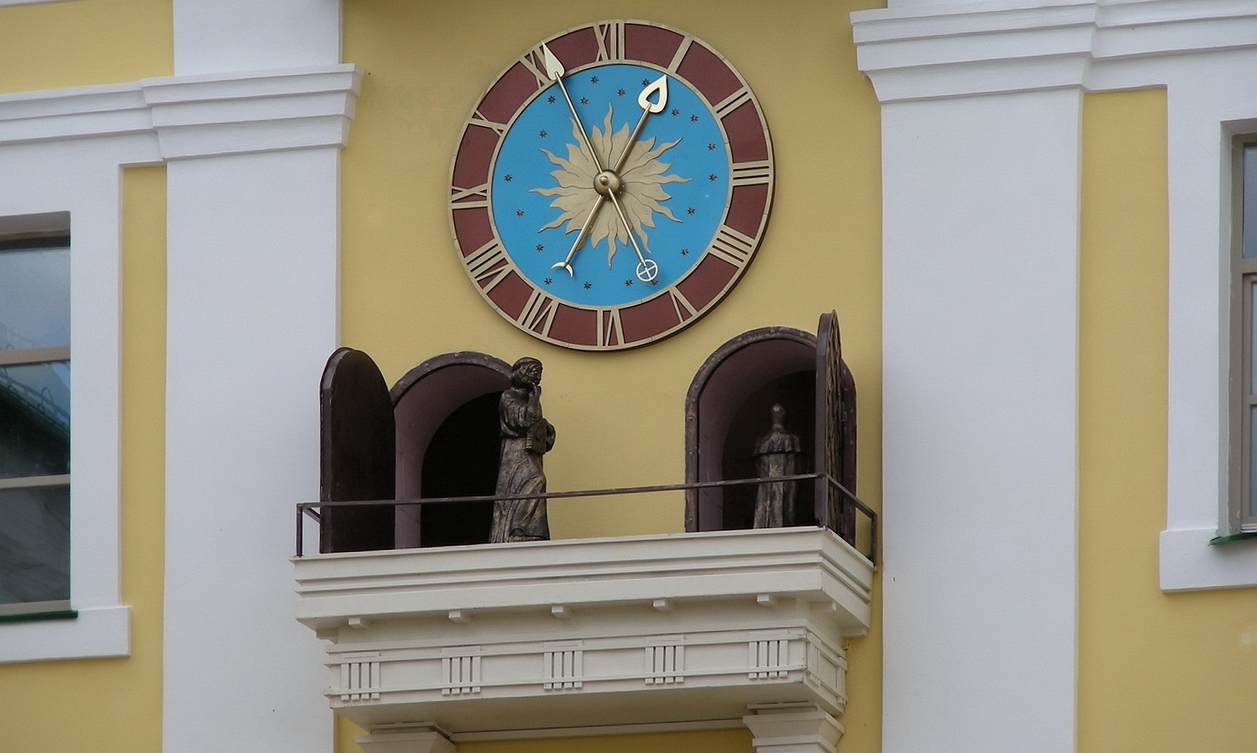
Zegar z postaciami wybitnych białoruskich działaczy nauki i kultury

Połocki Uniwersytet Państwowy (biał. Полацкі дзяржаўны ўніверсітэт) – białoruska szkoła wyższa z siedzibą w Połocku i Nowopołocku. Największy uniwersytet na północy Białorusi (15 tys. studentów i około 200 profesorów i doktorów oraz 300 nauczycieli akademickich) oraz najstarsza uczelnia na terenie współczesnej Białorusi.

## Historia uniwersytetu
Założony przez króla Stefana Batorego jako kolegium jezuitów w 1581 roku. W 1812 roku przekształcony w Akademię Połocką, zamkniętą rosyjskim rządem w 1820 roku.
Uniwersytet został odnowiony w 1968 roku jako filia Politechniki Białoruskiej. W 1974 roku dokonano jego przekształcenia w Politechniku Nowopołocku, a w 1993 roku w Połocki Uniwersytet Państwowy. 
Wydziały uczelni
- Wydział Humanistyczny
- Wydział Inżynierii i Budownictwa
- Wydział Mechaniczny Techniczny
- Wydział Radiotechniczny
- Wydział Technologii Informatycznych
- Wydział Ekonomii i Finansów
- Wydział Prawa

oraz
- Wydział Szkolenia Cudzoziemców

## Władze
- Rektor – prof. dr hab. inż. Dzmitry Lazouski
- Pierwszy prorektor – prof. dr hab. Sviatlana Vehera
- Prorektor ds. kształcenia – dr Nadzieja Bareika
- Prorektor ds. nauki – dr inż. Juryj Holubeu
- Prorektor ds. pracy socjalnej i wychowania – dr inż. Paweł Kawalenka
- Prorektor ds. pracy administracyjno-gospodarczej – mgr inż. Uladzimir Stryzhak

## Absolwenci
- Natalla Kaczanawa – szef Administracji Prezydenta Republiki Białoruś (od 2016), wicepremier (2014-2016)
- Leanid Sinicyn – szef Administracji Prezydenta Republiki Białoruś (1994–1995), wicepremier (1995–1996)
- Dzianis Duk – Prof. dr hab., Rektor Mohylewskiego Uniwersytetu Państwowego im. Arkadzia Kulaszoua

## Czasopisma naukowe
- Biuletyn Połockiego Uniwersytetu Państwowego. Seria A. Nauki humanistyczne
- Biuletyn Połockiego Uniwersytetu Państwowego. Seria B. Przemysł. Nauki stosowane
- Biuletyn Połockiego Uniwersytetu Państwowego. Seria С. Nauki podstawowe
- Biuletyn Połockiego Uniwersytetu Państwowego. Seria D. Nauki ekonomiczne i prawne
- Biuletyn Połockiego Uniwersytetu Państwowego. Seria E. Nauki pedagogiczne
- Biuletyn Połockiego Uniwersytetu Państwowego. Seria F. Budownictwo. Nauki stosowane
- Badania naukowe młodych specjalistów Połockiego Uniwersytetu Państwowego

## Lista specjalności

### Studia pierwszego stopnia (studia licencjackie/inżynierskie)
- Geodezja
- Geograficzne systemy informacyjne
- Geografia (geograficzne systemy informacyjne)
- Design (środowiska przestrzenne-obiektowego)
- Architektura
- Budownictwo cywilne i przemysłowe
- Ekspertyz i zarządzanie nieruchomościami
- Drogi publiczne
- Technologia chemiczna naturalnych paliw i materiałów węglowych
- Maszyny i urządzenia zakładów chemicznych i przedsiębiorstw budowlanych materiałów
- Projektowanie, budowa i eksploatacja gazociągów i rurociągów, magazynów ropy naftowej i gazu
- Ogrzewanie, wentylacja i ochrona powietrza
- Podawanie wody, kanalizacja i ochrona zasobów wodnych
- Historia
- Turystyka i gościnność
- Filologia кomańsko-germańska (niemiecka)
- Filologia кomańsko-germańska (angielska)
- Języki obce (angielski, niemiecki)
- Języki obce (angielski, francuski)
- Radiotechnika
- Projektowanie i produkcja programowo-zarządzanych środków elektronicznych
- Elektronika przemysłowa
- Zasilanie
- Psychologia praktyczna
- Edukacja przedszkolna
- Praca techniczna i przedsiębiorczość
- Praca obsługująca i przedsiębiorczość
- Kultura fizyczna
- Oprogramowanie technologii informatycznych
- Komputerowe maszyny, systemy i sieci
- Bezpieczeństwo komputera
- Technologia budowy maszyn
- Techniczna eksploatacja samochodów
- Serwis samochodów
- Komunikacja społeczna
- Finanse i kredyt
- Ekonomia i zarządzanie w przedsiębiorstwie
- Rachunkowość, analiza i audyt
- Logistyka
- Prawo

### Studia drugiego stopnia (studia magisterskie)
- Teoria i metodyka nauczania i wychowania (języki obce)
- Teoria i metodyka wychowania fizycznego, treningu sportowego, zdrowotnej i adaptacyjnej kultury fizycznej
- Literatura narodów z zagranicy (ze wskazaniem konkretnej literatury)
- Historia krajowa
- Prawo
- Finanse
- Ekonomia i zarządzanie gospodarka narodowa
- Regionalne planowanie i rozwój
- Rachunkowość i statystyka
- Inżynieria i budowa maszyn
- Obróbka materiałów konstrukcyjnych w budowie maszyn
- Procesy i aparaty w technologii chemicznych
- Inżynierska geometria i grafika komputerowa
- Matematyczne modelowanie, metody numeryczne i kompleksy programów
- Systemy, sieci i urządzenia telekomunikacyjny
- Programowanie i technologie internetowe
- Technologia chemiczna paliw i substancji wysokoenergetycznych
- Geologia ropy naftowej i gazu, geofizyka, geometria wnętrza, geodezja
- Bezpieczeństwo i higiena pracy
- Budownictwo
- Budowa i eksploatacja rurociągów naftowych i gazociągów, baz i magazynów
- Metody i systemy ochrony informacji, bezpieczeństwo informacji

### Studia trzeciego stopnia (studia doktoranckie)
- Logika matematyczna, algebra i teoria liczb
- Systemy napędów i części maszyn
- Technologia budowy maszyn
- Technologia i urządzenia do mechanicznego i fizyko-technicznego przetwarzania
- Automatyzacja i sterowanie procesami technologicznymi i przemysłem
- Matematyczne modelowanie, metody numeryczne i kompleksy programów
- Metody i systemy ochrony informacji, bezpieczeństwo informacji
- Materiałoznawstwo (budowa maszyn)
- Technologia chemiczna paliwa i wysokoenergetycznych substancji
- Procesy i aparaty technologii chemicznej
- Obsługa transportu samochodowego
- Konstrukcje budowlane
- Klimatyzacja i oświetlenie
- Materiały budowlane i wyroby
- Technologia i organizacja budowy
- Bezpieczeństwo i higiena pracy (przemysł chemiczny)
- Próżniowa i plazmowa elektronika
- Ekonomia i zarządzanie gospodarka narodowa
- Literatura narodów z zagranicy
- Geodezja